# Музей зображень та звуку (Сан-Паулу)
Музей зображень та звуку (порт. Museu da Imagem e do Som, MIS) — музей, розташований у місті Сан-Паулу, Бразилія, та підпорядкований секретаріату культури штату Сан-Паулу, заснований 29 травня 1970 року. Музей присвячений збору і збереженню музичних творів, кіно, фотографії та прикладів графічного дизайну, так саме як і інших прояв сучасного мистецтва Бразилії, для художніх та освітніх цілей. Музей зобов'язаний своєму заснуванню колишньому президенту Національного інституту кінематографії і директору Музею зображень та звуку Ріо-де-Жанейро Рікарду Краву Албіму, советнику губернатора штату Алмейда Салісу, журналістам Авеліну Жінжу і Маурісіу Лоурейру Гама та професору Руда ді Андраді. Нинішня будівля музею, на проспекті Європи, була отримана за допомогою родини Джіафоні.
Музей містить колекцію з понад 200 тис. зображень, розподілених по тематичних колекціях. Також тіт містяться 1600 відеокасет, документів та музичних колекцій і 12750 творів, записаних на стрічках стандартів 8 і 16 мм. На додаток, музей проводить концерти, фестивалі кіно- і відофільмів, фотографії та графіки.